# Шверинер (женский волейбольный клуб)
«Шверинер» (нем. «Schweriner») — немецкий женский волейбольный клуб из Шверина. Полное название — Schweriner sportclub. До 1990 — «Трактор». Волейбольная команда клуба, выступающая в 1-й бундеслиге, с 2016 года носит название «Шверинер-Палмберг». 

## Достижения
- 7-кратный чемпион ГДР — 1976, 1977, 1980—1984;
  - 11-кратный серебряный призёр чемпионатов ГДР — 1972—1975, 1978, 1979, 1985—1988, 1991;
  - 4-кратный бронзовый призёр чемпионатов ГДР — 1962, 1963, 1989, 1990.
- 13-кратный чемпион Германии — 1995, 1998, 2000—2002, 2006, 2009, 2011—2013, 2017, 2018, 2025;
  - 5-кратный серебряный призёр чемпионатов Германии — 1994, 1997, 2007, 2019, 2024;
  - 9-кратный бронзовый призёр чемпионатов Германии — 1993, 1996, 2004, 2008, 2010, 2015, 2016, 2021, 2023.
- 4-кратный победитель розыгрышей Кубка ГДР — 1981, 1982, 1988, 1990;
  - 9-кратный серебряный призёр Кубка ГДР — 1961, 1965, 1983—1987, 1989, 1991.
- 8-кратный победитель розыгрышей Кубка Германии — 2001, 2006, 2007, 2012, 2013, 2019, 2021, 2023;
  - 6-кратный серебряный призёр Кубка Германии — 1993, 1995, 1998—2000, 2017.
- 4-кратный обладатель Суперкубка Германии — 2017—2020.

- победитель розыгрыша Кубка европейских чемпионов 1978.
  - двукратный бронзовый призёр розыгрышей Кубка европейских чемпионов — 1977, 1981.
- победитель розыгрыша Кубка обладателей кубков ЕКВ 1975;
  - двукратный серебряный (1979, 1989) и 3-кратный бронзовый (1988, 1990, 1992) призёр Кубка обладателей кубков ЕКВ.
- бронзовый призёр Кубка топ-команд ЕКВ 2007.

## История
Спортивный клуб «Трактор» был основан в Шверине (ГДР) в 1955 году. В 1957 в его структуре были образованы мужская и женская волейбольные команды. С 1960 женская команда «Трактор» выступала в высшей лиге чемпионата ГДР. В 1961 году она добилась первого успеха, выйдя в финал Кубка ГДР, а в 1962 и 1963 выиграла свои первые медали чемпионата страны, дважды подряд став бронзовым призёром национального первенства.
В 1964 главным тренером «Трактора» был назначен Герхард Фиделак, возглавлявший команду на протяжении 30 лет. Под его руководством волейболистки из Шверина в начале 1970-х годов вышли на одни из ведущих ролей в ГДР. С 1972 по 1988 только две команды неизменно занимали первые два места в турнирной таблице чемпионата ГДР — «Трактор» (чемпион 1976, 1977 и 1980—1984 годов) и берлинское «Динамо». В основном из представительниц этих двух клубов формировалась и сборная ГДР — одна из сильнейших команд Европы 1970—1980-х годов. В составе команды ГДР, выигравшей свои первые медали континентального уровня («бронза» чемпионата Европы 1975) было сразу 6 волейболисток из Шверина. 5 спортсменок «Трактора» стали серебряными призёрами московской Олимпиады — А.Вестендорф, К.Роффайс, А.Хайм, М.Шмидт, М.Шульц. В составе сборной ГДР, впервые ставшей чемпионом Европы в 1983 году, было также 5 шверинских волейболисток — А.Хайм, К.Мюгге, К.Хайдрих, У.Ольденбург и М.Шварц.
1975 год принёс «Трактору» первый успех на европейском клубном уровне. Команда из Шверина вышла в финальный этап розыгрыша Кубка обладателей кубков, где оказалась сильнее соперниц из СССР, Чехословакии и Италии. В решающем матче встретились «Трактор» и московский ЦСКА и в упорнейшей борьбе немецкие волейболистки одержали победу 3:2, став обладателями второго по значимости клубного трофея Европы. Впоследствии в этом турнире «Трактор» ещё 5 раз становился призёром (дважды серебряным и трижды бронзовым).
В 1977 году «Трактор» впервые стал участником Кубка европейских чемпионов и сразу же вышел в финальную стадию, где занял 3-е место. Спустя год волейболистки из Шверина стали уже победителями главного еврокубкового турнира, обыграв в решающем матче финального этапа венгерский НИМ-ШЕ в пяти партиях.
В 1990 году спортивный клуб «Трактор» преобразован в СК «Шверинер», а с 1991 (после объединения ГДР и ФРГ в единое государство) является участником чемпионатов Германии и по состоянию на 2025 является самым титулованным клубом страны, имея на счету 13 чемпионских титулов.
Главным тренером команды в 2013 году назначен Феликс Козловски, с 2015 одновременно возглавляющий и женскую сборную Германии.
Основным спонсором клуба с декабря 2016 года является крупная компания по производству мебели «Schönberg Palmberg», по которой в названии команды появилось дополнение Палмберг.

## Составы
- КОК-1975: Карла Мюгге, Мартина Шварц, Корнелия Рикерт, Ханнелоре Майнке, Ютта Бальстер, Хельга Оффен, Андреа Хайм, Гудрун Гартнер, Карла Роффайс. Тренер — Герхард Фиделак.
- КЕЧ-1976: Корнелия Рикерт, Карла Роффайс, Анке Вестендорф, Ютта Бальстер, Хельга Оффен, Гудрун Гартнер, Ханнелоре Майнке, Кристиане Гюнтер, Карин Ланген. Тренер — Герхард Фиделак.
- КЕЧ-1978: Ютта Бальстер, Анке Вестендорф, Гудрун Гартнер, Ханнелоре Майнке, Хельга Оффен, Корнелия Рикерт, Карла Роффайс, Мартина Шмидт, Кристиане Гюнтер, Карин Ланген. Тренер — Герхард Фиделак.
- КЕЧ-1981: Петра Вайсс, Ирене Пундт, Андреа Хайм, Анке Вестендорф, Корнелия Энгель (Рикерт), Мартина Шульц, Карла Мюгге, Сусанне Моль, Мартина Шмидт, Кристиане Гюнтер, Катрин Хайдрих. Тренер — Герхард Фиделак.

## Спортивный клуб «Шверин»
СК «Шверинер» кроме команды 1-й бундеслиги «Шверинер-Палмберг» включает её фарм-команду «Олимпия», играющей в 3-й лиге (дивизион «Север»), а также мужскую команду «Шверинер», выступающую в региональной лиге.
- Президент клуба — Ханнес Винеке.
- Вице-президенты — Герт Вессиг, Буркхард Вибе.
- Директор — Кристиан Хюнебург.
- Менеджер команды — Петер Нипаген.

## Арена
Домашние матчи «Шверинер-Палмберг» проводит во дворце спорта «Палмберг Арена». Полная вместимость трибун игрового зала — 2200 зрителей, из которых 1350 сидячих мест.

## Сезон 2024—2025

### Переходы
Пришли: К.Антунович («Младост», Хорватия), Б.Стют, Х.Кон (обе — «Роте-Рабен»), М.Ханле, В.Якшетич (обе — «Тюринген»), Дж. Кин («Нептун де Нант», Франция), П.Кокрам («Сисакет», Таиланд).
Ушли: Л.Бок, П.Кёстнер, А.Погани, Л.-Р.Негри, П.Фернау, Л.Амброзиус, Л.Эмонтс, Ж.Уайт, И.Байенс, Т.-Б.Юзгенч.

### Состав
| №  | Имя, фамилия     | Год рождения | Рост | Амплуа      | Гражданство |
| -- | ---------------- | ------------ | ---- | ----------- | ----------- |
| 1  | Карла Антунович  | 2002         | 183  | связующая   | Хорватия    |
| 2  | Флёр Савелкул    | 1995         | 184  | нападающая  | Нидерланды  |
| 6  | Нова Марринг     | 2001         | 184  | нападающая  | Нидерланды  |
| 7  | Маргарет Волович | 1997         | 193  | центральная | США         |
| 8  | Бритте Стют      | 2003         | 198  | центральная | Нидерланды  |
| 9  | Леана Грозер     | 2007         | 183  | нападающая  | Германия    |
| 11 | Аннегрет Хёльциг | 1997         | 186  | нападающая  | Германия    |
| 12 | Ханна Кон        | 2003         | 184  | связующая   | Германия    |
| 13 | Патрисия Льябрес | 1996         | 168  | либеро      | Испания     |
| 15 | Эллес Дамбринк   | 2003         | 186  | нападающая  | Нидерланды  |
| 16 | Мари Ханле       | 2002         | 188  | нападающая  | Германия    |
| 17 | Ведрана Якшетич  | 1996         | 183  | нападающая  | Хорватия    |
| 21 | Паулина Штрёх    | 2006         | 176  | связующая   | Германия    |
| 22 | Джелин Кин       | 1995         | 188  | центральная | США         |
| 28 | Пимпичая Кокрам  | 1998         | 178  | нападающая  | Таиланд     |

- Главный тренер — Феликс Козловски.
- Тренеры —  Мартин Фриднес, Пауль Зенс.